# Mae Nam Wang
Der Mae Nam Wang (Thai แม่น้ำวัง, Wang-Fluss), oder nur Wang, ist ein Fluss in Nordthailand. Er entspringt in der Nähe des Doi Luang, im Phi-Pan-Nam-Gebirge. Er mündet bei Tak in den Mae Nam Ping (Ping-Fluss). Insgesamt ist der Fluss 440 km lang. Die wichtigsten Zuflusse sind: Nam Mae Tum, Nam Mae Chang, Nam Mae Tui und Nam Mae Suai.
Wichtige Städte entlang des Wang sind:
- Lampang
- Tak